# 森謙一郎
森 謙一郎（もり けんいちろう、1953年8月4日 - ）は、大阪府生まれの日本の機械システム工学者。豊橋技術科学大学名誉教授。工学博士（京都大学）。元大阪大学および京都工芸繊維大学助教授。日本塑性加工学会元副会長・東海支部元支部長。国際生産加工学会(CIRP)フェロー。日本塑性加工学会フェロー。
専門は、生産機械工学・機械システム工学・塑性加工（特にホットスタンピング）。

## 略歴
1976年大阪工業大学工学部機械工学科卒業。1978年神戸大学大学院工学研究科修士課程生産機械工学専攻修了。1979年京都大学大学院工学研究科博士課程機械工学専攻中途退学。京都工芸繊維大学助手を経て、1983年工学博士（京都大学）。1988年京都工芸繊維大学助教授。1990年大阪大学基礎工学部助教授。1997年より豊橋技術科学大学機械工学系教授。2019年同大学名誉教授。
長年、塑性加工の有限要素法の開発、新塑性加工プロセスの研究開発に注力し、自動車用骨格部材に用いる超高強度部材を生産するホットスタンピング研究の第一人者である。また、日本塑性加工学会副会長・東海支部支部長も務め、この分野の発展・育成に貢献した。
主な所属学会は、国際生産加工学会、日本鉄鋼協会、日本塑性加工学会。

## 主な受賞
- 日本塑性加工学会フェロー(2010)
- 国際生産加工学会フェロー(2011)
- ICTP 2014 Best PaperAward受賞
- イギリス機械学会生産部門AM Strickland論文賞(2009)
- NUMIFORM 2004 Awards
- 日本鉄鋼協会学術記念賞 西山記念賞(2000)
- 永井科学技術財団 学術賞(1999)
- 本多記念会 本多記念研究奨励賞(1985)

## 主な著書
- 圧延・計算力学ハンドブック第Ⅰ巻「有限要素法(構造編)」（共著、日本機械学会1998、学術書）
- 静的解法FEM ― バルク加工（共著、コロナ社2003、学術書）
- 機械工学便覧 デザイン編β3 加工学・加工機器（共著、丸善2006、学術書）
- 塑性加工学 改訂版（共著、養賢堂2014、学術書）
- ホットスタンピング入門（共著、日刊工業新聞社2015、学術書）